# Lijst van voetbalinterlands Ethiopië - Ivoorkust
Deze lijst van voetbalinterlands is een overzicht van alle officiële voetbalwedstrijden tussen de nationale teams van Ethiopië en Ivoorkust. De landen hebben tot op heden vijf keer tegen elkaar gespeeld. De eerste wedstrijd, een groepswedstrijd tijdens de Afrika Cup 1968, vond plaats op 14 januari 1968 in Addis Abeba. Het laatste duel, een kwalificatiewedstrijd voor de Afrika Cup 2021, werd gespeeld in Abidjan op 30 maart 2021.

## Wedstrijden
| № | Plaats      | Datum            | Competitie                   | Wedstrijd            | Uitslag |
| - | ----------- | ---------------- | ---------------------------- | -------------------- | ------- |
| 1 | Addis Abeba | 14 januari 1968  | Afrika Cup 1968              | Ethiopië − Ivoorkust | 1 − 0   |
| 2 | Addis Abeba | 21 januari 1968  | Afrika Cup 1968              | Ethiopië − Ivoorkust | 0 − 1   |
| 3 | Khartoem    | 10 februari 1970 | Afrika Cup 1970              | Ivoorkust − Ethiopië | 6 − 1   |
| 4 | Mek'ele     | 19 november 2019 | Afrika Cup 2021 kwalificatie | Ethiopië − Ivoorkust | 2 − 1   |
| 5 | Abidjan     | 30 maart 2021    | Afrika Cup 2021 kwalificatie | Ivoorkust − Ethiopië | 3 − 1   |

## Samenvatting
| Competitie              | Totaal gespeeld | Winst Ethiopië | Gelijk | Winst Ivoorkust | Doelsaldo Ethiopië – Ivoorkust |
| ----------------------- | --------------- | -------------- | ------ | --------------- | ------------------------------ |
| Afrika Cup              | 3               | 1              | 0      | 2               | 2 − 7                          |
| Afrika Cup-kwalificatie | 2               | 1              | 0      | 1               | 3 − 4                          |
| Totaal                  | 5               | 2              | 0      | 3               | 5 − 11                         |

Wedstrijden bepaald door strafschoppen worden, in lijn met de FIFA, als een gelijkspel gerekend.
EFF · 
A-internationals · 
Ethiopisch vrouwenelftal · Olympisch elftal
1940 – 1949 · 
1950 – 1959 · 
1960 – 1969 · 
1970 – 1979 · 
1980 – 1989 · 
1990 – 1999 · 
2000 – 2009 · 
2010 – 2019 ·
2020 − 2029
Algerije ·
Angola ·
Benin ·
Botswana ·
Burkina Faso ·
Burundi ·
Centraal-Afrikaanse Republiek ·
Comoren ·
Congo-Brazzaville ·
Congo-Kinshasa ·
Djibouti ·
Egypte ·
Ghana ·
Griekenland ·
Guinee ·
Guinee-Bissau ·
Guyana ·
Israël ·
Ivoorkust ·
Jemen ·
Joegoslavië ·
Kaapverdië ·
Kameroen ·
Kenia ·
Lesotho ·
Liberia ·
Libië ·
Madagaskar ·
Malawi ·
Mali ·
Marokko ·
Mauritanië ·
Mauritius ·
Mozambique ·
Namibië ·
Niger ·
Nigeria ·
Oeganda ·
Rwanda ·
Sao Tomé en Principe ·
Senegal ·
Seychellen ·
Sierra Leone ·
Soedan ·
Somalië ·
Tanzania ·
Togo ·
Tsjaad ·
Tunesië ·
Turkije ·
Zambia ·
Zimbabwe ·
Zuid-Afrika ·
Zuid-Jemen ·
Zuid-Soedan
FIF · A-internationals · Selecties · Bondscoaches · Statistieken · Ivoriaans vrouwenelftal · Ivoorkust U21 · Ivoorkust U20 · Ivoorkust U19 · Ivoorkust U18 · Ivoorkust U17
1960 – 1969 ·
1970 – 1979 ·
1980 – 1989 ·
1990 – 1999 ·
2000 – 2009 ·
2010 – 2019 ·
2020 − 2029
WK 2006 · 
WK 2010 · 
WK 2014
OS 2008 · 
OS 2020
1960 ·
1961 ·
1962 ·
1963 ·
1964 · 
1965 ·
1966 · 
1967 ·
1968 ·
1969 ·
1970 ·
1971 ·
1972 ·
1973 ·
1974 ·
1975 ·
1976 ·
1977 ·
1978 · 
1979 ·
1980 ·
1981 · 
1982 ·
1983 ·
1984 ·
1985 ·
1986 ·
1987 ·
1988 ·
1989 ·
1990 ·
1991 ·
1992 · 
1993 · 
1994 · 
1995 · 
1996 · 
1997 · 
1998 · 
1999 · 
2000 · 
2001 · 
2002 · 
2003 · 
2004 · 
2005 · 
2006 · 
2007 · 
2008 · 
2009 · 
2010 · 
2011 · 
2012 · 
2013 ·
2014 ·
2015 ·
2016 ·
2017 ·
2018 ·
2019 ·
2020 ·
2021 ·
2022 ·
2023 ·
2024
Algerije ·
Angola ·
Argentinië ·
België ·
Benin ·
Bosnië en Herzegovina ·
Botswana ·
Brazilië ·
Burkina Faso ·
Burundi ·
Centraal-Afrikaanse Republiek ·
Chili ·
Colombia ·
Comoren ·
Congo-Brazzaville ·
Congo-Kinshasa ·
Duitsland ·
Egypte ·
El Salvador ·
Engeland ·
Equatoriaal-Guinea ·
Ethiopië ·
Frankrijk ·
Gabon ·
Gambia ·
Ghana ·
Griekenland ·
Guinee ·
Guinee-Bissau ·
Hongarije ·
Israël ·
Italië ·
Japan ·
Jordanië ·
Kameroen ·
Kenia ·
Koeweit ·
Lesotho ·
Liberia ·
Libië ·
Madagaskar ·
Malawi ·
Mali ·
Marokko ·
Mauritanië ·
Mauritius ·
Mexico ·
Moldavië ·
Mozambique ·
Namibië ·
Nederland ·
Niger ·
Nigeria ·
Noord-Korea ·
Oeganda ·
Oostenrijk ·
Paraguay ·
Polen ·
Portugal ·
Qatar ·
Roemenië ·
Rusland ·
Rwanda ·
Senegal ·
Servië en Montenegro ·
Seychellen ·
Sierra Leone ·
Slovenië ·
Soedan ·
Spanje ·
Tanzania ·
Togo ·
Tsjaad ·
Tunesië ·
Turkije ·
Uruguay ·
Verenigde Staten ·
Zambia ·
Zimbabwe ·
Zuid-Afrika ·
Zuid-Korea ·
Zweden ·
Zwitserland
Argentinië (2006) · 
Colombia (2014) ·
Ghana (2015) ·
Griekenland (2014) · 
Japan (2014) ·  
Nederland (2006) · 
Noord-Korea (2010) · 
Servië en Montenegro (2006) ·
Zambia (2012)